# 祖格迪迪
祖格迪迪（Zugdidi；意为“大山”），是格鲁吉亚西部薩梅格雷洛-上斯瓦內蒂大区祖格迪迪市鎮内的城市及其行政中心，也是该大区的区府。位于格鲁吉亚首都第比利斯以西318公里，邻近阿布哈兹，距离黑海海岸30公里，海拔100–110米。人口42,998（2014年）。
根据喬治亞被占领土法令，外国访客如果需要访问阿布哈茲，必须从祖格迪迪口岸入境，如果从其他口岸或俄罗斯一端入境阿布哈兹是违法行为。

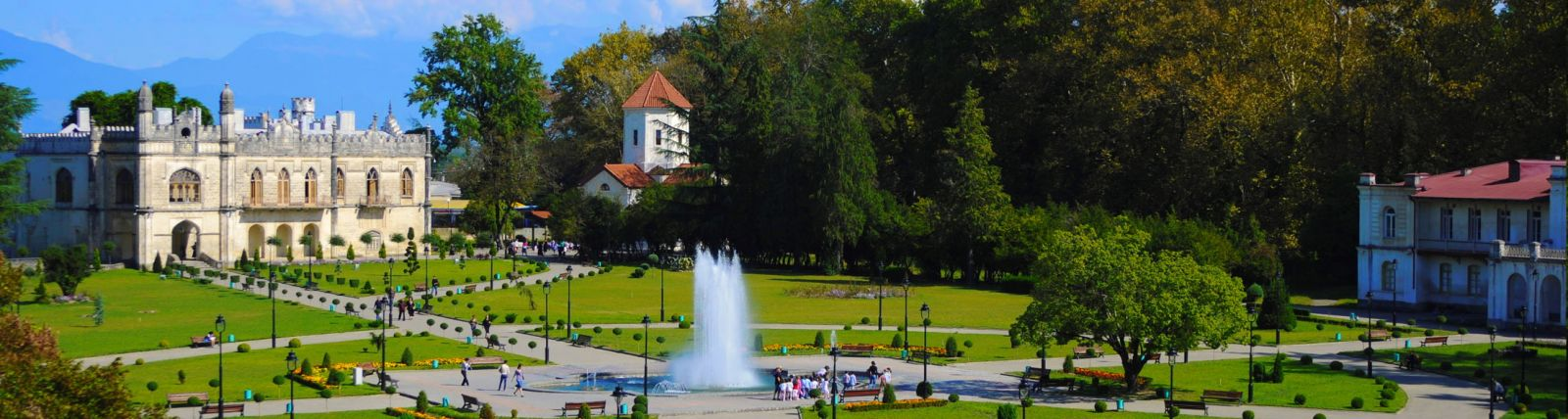
达迪亚尼宫殿博物馆和Blachernae圣维珍图标大教堂